# Spirostreptus multisulcatus
Spirostreptus multisulcatus är en mångfotingart som beskrevs av Demange 1957. Spirostreptus multisulcatus ingår i släktet Spirostreptus och familjen Spirostreptidae. Inga underarter finns listade i Catalogue of Life.